# Массайя, Гульельмо
Гулье́льмо Масса́йя (итал. Guglielmo Massaia; 8 июня 1809, Пьова-Массая, Сардинское королевство — 6 августа 1889, Сан-Джорджо-а-Кремано, королевство Италия) — итальянский кардинал, путешественник по Африке, католический миссионер. Титулярный епископ Касио с 12 мая 1846 по 2 августа 1881. первый апостольский викарий Харэра с 12 мая 1846 по 23 мая 1880. Титулярный архиепископ Стаурополиса со 2 августа 1881 пол 10 ноября 1884. Кардинал-священник с 10 ноября 1884, с титулом церкви Санти-Витале-Валерия-Джервазио-э-Протазио с 13 ноября 1884.

## Биография
В 1846 году Гульельмо Массайя вместе с капуцинской миссией прибыл в южную Абиссинию, в 1855 году первый из европейцев проник в Бонгу. С 1869 года находился в Шое, откуда в 1879 году его изгнал Менелик. По возвращении в Рим, Гульельмо Массайя был назначен директором пропаганды и выбран кардиналом.
Составил грамматику языка галла и роскошно изданный труд I miei trentacinque anni di missione nell’alta Etiopia (Мил., 1885 — 1895), на основе которого было издано популярное сочинение In Abissinia e fra i Galla (1895).

## Источник
- Информация  (англ.)